# Alexander, Prinț de Schaumburg-Lippe
Alexander, Prinț de Schaumburg-Lippe (Ernst August Alexander Christian Viktor Hubert; n. 25 decembrie 1958, Düsseldorf, Germania) este șeful Casei de Schaumburg-Lippe, Casă care a domnit în principatul cu același nume până în 1918.

## Biografie
S-a născut la Düsseldorf. A fost al doilea fiu al lui Philipp-Ernst, Prinț de Schaumburg-Lippe (1928-2003) și a soției acestuia, baroneasa Eva-Benita von Tiele-Winckler (1927-2013). La momentul decesului bunicului său, Prințul  Wolrad în 1962, era puțin probabil ca Alexander să acceadă la conducerea Casei princiare. Totuși, în urma decesului fratelui său mai mare, Prințul  Georg-Wilhelm, într-un accident de motocicletă, la 31 iulie 1983, Alexander a devenit moștenitor aparent și noul Prinț Ereditar. După decesul tatălui său, la 28 august 2003, a devenit șeful Casei de Schaumburg-Lippe.

## Căsătorii și copii
La 27 august 1993, la Bückeburg, Alexander s-a căsătorit cu Prințesa Marie Luise "Lilly" de Sayn-Wittgenstein-Berleburg (n. 1972) cu care a avut un fiu înainte de divorțul din 2002:
- Prințul Ereditar Ernst-August Alexander Wilhelm Bernhard Krafft Heinrich Donatus de Schaumburg-Lippe (n. 13 mai 1994).[5]

Alexander s-a căsătorit civil cu Nadja Anna Zsoeks (n. 20 februarie 1975) la 28 iunie 2007 și religios două zile mai târziu. Ei au anunțat oficial că s-au separat la 27 martie 2015. Cuplul are două fiice:
- Prințesa Friederike Marie-Christine Elisabeth Thaddaea Benita Eleonore Felipa de Schaumburg-Lippe (n. 1 decembrie 2008).
- Prințesa Philomena Sylvia Huberta Amelie Juliana Vera Marie-Anna de Schaumburg-Lippe (n. 10 iulie 2011).